# Équipe de Suisse féminine de hockey sur glace aux Jeux olympiques de 2010
L'Équipe de Suisse féminine de hockey sur glace termine à la 5e place des Jeux olympiques d'hiver de 2010.

## Contexte
Les Jeux olympiques d'hiver 2010 se tiennent du 12 février 2010 au 28 février 2010 à Vancouver, dans la province de la Colombie-Britannique au Canada.

## Alignement

### Joueuses
| Numéro | Nom                 | Position   | Date de naissance | Équipe                  | PJ | B | A | Pts | PUN |
| ------ | ------------------- | ---------- | ----------------- | ----------------------- | -- | - | - | --- | --- |
| 2      | Katrin Nabholz      | Attaquante | 3 avril 1986      | ZSC Lions               | 5  | 0 | 0 | 0   | 0   |
| 6      | Julia Marty         | Défenseure | 16 avril 1988     | Huskies de Northeastern | 5  | 0 | 1 | 1   | 2   |
| 7      | Darcia Leimgruber   | Attaquante | 19 mai 1989       | DHC Langenthal          | 5  | 1 | 3 | 4   | 8   |
| 9      | Stefanie Marty      | Attaquante | 16 avril 1988     | Orange de Syracuse      | 5  | 9 | 2 | 11  | 6   |
| 10     | Nicole Bullo        | Défenseure | 18 juillet 1987   | HC Lugano               | 5  | 0 | 0 | 0   | 6   |
| 11     | Angela Frautschi    | Défenseure | 5 juin 1987       | ZSC Lions               | 5  | 0 | 0 | 0   | 8   |
| 13     | Sara Benz           | Attaquante | 25 août 1992      | EHC Winterthour féminin | 5  | 1 | 0 | 1   | 2   |
| 16     | Christine Meier     | Attaquante | 24 mai 1986       | ZSC Lions               | 5  | 0 | 3 | 3   | 6   |
| 18     | Lucrece Nussbaum    | Attaquante | 7 octobre 1986    | Université St. Thomas   | 5  | 1 | 2 | 3   | 4   |
| 19     | Rahel Michielin     | Défenseure | 11 octobre 1990   | ZSC Lions               | 5  | 0 | 0 | 0   | 2   |
| 20     | Kathrin Lehmann     | Attaquante | 27 février 1980   | AIK IF                  | 5  | 2 | 4 | 6   | 0   |
| 21     | Laura Benz          | Défenseure | 25 août 1992      | EHC Winterthour féminin | 5  | 0 | 2 | 2   | 2   |
| 29     | Melanie Hafliger    | Attaquante | 29 septembre 1982 | SC Reinach              | 5  | 0 | 1 | 1   | 2   |
| 63     | Anja Stiefel        | Attaquante | 9 août 1990       | SC Reinach              | 5  | 0 | 0 | 0   | 0   |
| 85     | Stefanie Wyss       | Défenseure | 19 octobre 1985   | EV Bomo Thun            | 5  | 0 | 0 | 0   | 0   |
| 86     | Claudia Richsteiner | Défenseure | 3 janvier 1986    | SC Reinach              | 5  | 0 | 0 | 0   | 0   |
| 92     | Sandra Thalmann     | Défenseure | 18 décembre 1992  | HC Bâle                 | 5  | 0 | 0 | 0   | 4   |
| 93     | Sabrina Zollinger   | Défenseure | 27 mars 1993      | EHC Winterthour féminin | 5  | 0 | 0 | 0   | 0   |

| Numéro | Nom                | Date de naissance | Équipe                  | PJ | V | D | MIN | BC | MOY  | BL | A | Pts | PUN |
| ------ | ------------------ | ----------------- | ----------------------- | -- | - | - | --- | -- | ---- | -- | - | --- | --- |
| 26     | Sophie Anthamatten | 26 juillet 1991   | EHC Saastal             | -  | - | - | -   | -  | -    | -  | - | -   | -   |
| 33     | Dominique Slongo   | 13 octobre 1988   | EHC Brandis             | 1  | 0 | 0 | 8   | 0  | 0.00 | 0  | 0 | 0   | 0   |
| 41     | Florence Schelling | 9 mars 1989       | Huskies de Northeastern | 5  | 2 | 2 | 302 | 16 | 3.18 | 1  | 1 | 1   | 0   |

| Poste                | Nom             | Date de naissance | Nationalité |
| -------------------- | --------------- | ----------------- | ----------- |
| Entraîneur-chef      | René Kammerer   | 14 août 1970      | Suisse      |
| Assistant entraîneur | Daniel Huni     | 20 juillet 1966   | Suisse      |
| Assistant entraîneur | Michael Fischer | 2 novembre 1971   | Suisse      |

## Résultats
- Classement final au terme du tournoi[3] : 5e place